# Наріжний Костянтин Григорович
Наріжний Костянтин Григорович (20 квітня 1927, с. Ковалівка, Шишацький район, Полтавська округа, УСРР — 3 червня 2014, с. Ковалівка) — український прозаїк. Член Національної спілки письменників України (з 2001). Член Українського геральдичного товариства.

## Біографія
Народився у селі Ковалівка, нині Шишацького району Полтавської області України.
Коли йому було лише 14 років, почалася війна. Після визволення України від німців потрапив на фронт. Так що школу довелося закінчувати вже після завершення служби у Червоній Армії.
Після вступу до Полтавського педагогічного інституту (1953) почав працювати вчителем у Жоржівській восьмирічній школі Шишацького району.
1957 року закінчив Полтавський педагогічний інститут імені В. Г. Короленка.
Від 1963 до 1983 року викладав біологію та хімію у Ковалівській середній школі того ж району.
З 1967 року був ще й заступником директора школи з навчально-виховної роботи.
На пенсії мешкав у с. Ковалівка.
Став членом Національної спілки письменників України з 19.06.2001

## Творчість
Пише нариси-мініатюри, етюди, замальовки, оповідки з життя природи.
З 1958 року регулярно друкується в обласних та республіканських газетах, у журналах «Україна» (Київ), «Прапор» (Харків), «Однокласник», «Паросток», «Рідна природа», «Дивосвіт» (Київ), «Природа и человек. Свет» (Москва) та ін.
Автор книг
- «Стежина в дивосвіт: оповідки природолюба» (Харків, 1987),
- «Живий світ геральдики: Тварини і рослини в державній символіці» (Київ, 1997),
- «Несподіванки в дорозі: Нариси-мініатюри» (Шишаки, 1998),
- «Радість пізнання: Нариси-мініатюри» (Шишаки, 1999),
- «Вовчиха: Оповідання» (Шишаки, 1999),
- «Загадки навколо нас: Оповідки про природу»,
- «Струни пам'яті: Нариси, спогади, листи, щоденники (До 55-річчя визволення України)» (Шишаки, 2000),
- «Талісман „Сойчине перо“: Легенди рідного краю» (Шишаки, 2001),
- «Парад суверенітетів: До 60-річчя утворення ООН» (Київ, 2005).

## Відзнаки
Як Учасник Великої Вітчизняної війни нагороджений орденами Великої Вітчизняної війни II ступеня і «За мужність» III ступеня, а також двадцятьма медалями, зокрема «За бойові заслуги» та «За перемогу над Німеччиною».
За педагогічну діяльність удостоєний звання «Відмінник народної освіти».